# Uxama Argaela
Uxama Argaela és una ciutat celtíbero-romana. Ocupa el turó del Castro, que mira a l'actual ciutat d'El Burgo de Osma - Ciudad de Osma, a la província de Sòria, Castella i Lleó.

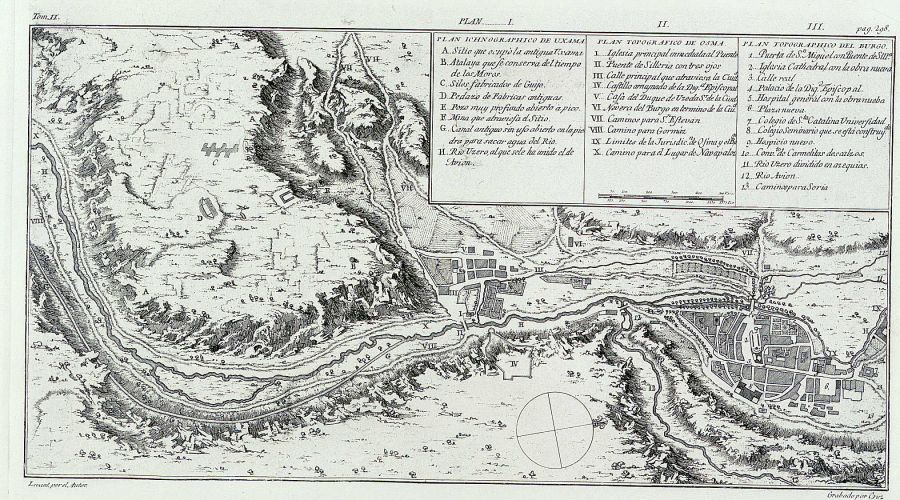
Topografia d'Uxama

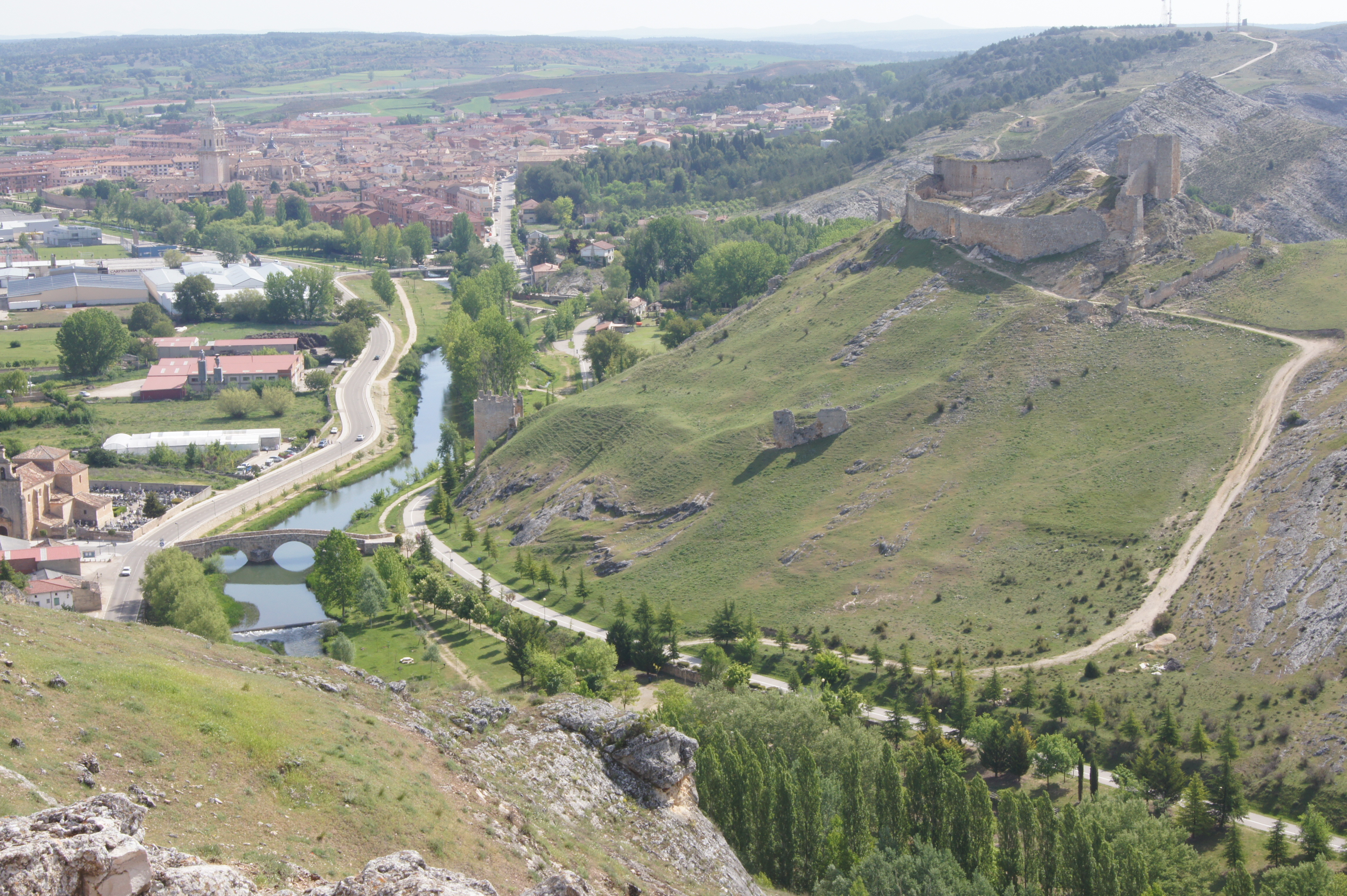
Vista d'Uxama

## Història

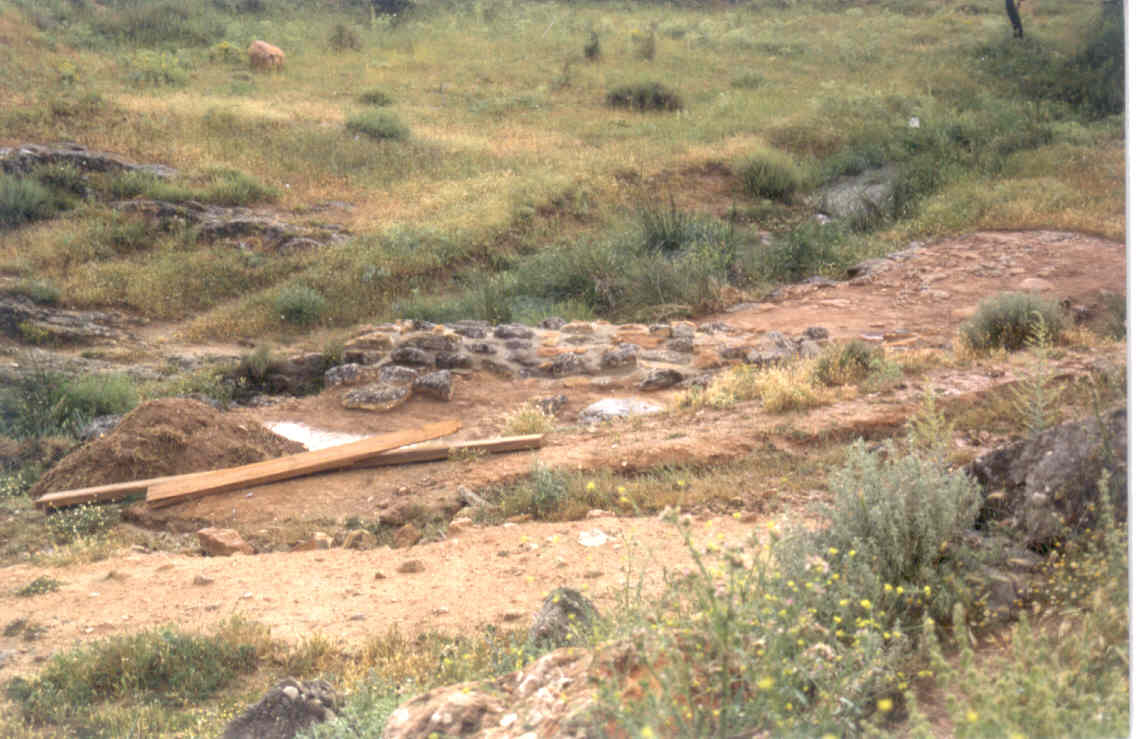
Calçada romana d'Asturica Augusta a Tarraco per Clunia i Caesaraugusta al seu pas vora d'Uxama Argaela

Com una més de les ciutats dels arevacs, va participar activament en les Guerres celtiberes (153-133 aC), i fou conquistada per Roma en el 99 aC Més tard, va donar suport a la causa del rebel romà contra la seva pròpia metròpoli, Quint Sertori, per la qual cosa va ser destruïda per Pompeu el Magne l'any 72 aC, encara que va ser reconstruïda poc després.
Esmentada per Plini el Vell i per Ptolemeu, com una de les comunitats del conventus iuridicus Cluniensis de la província Hispània Citerior Tarraconensis, es va convertir en municipium sota Tiberi, començant un important procés de monumentalització, que va consistir en la construcció d'un petit fòrum, una sèrie de grans mansions urbanes, unes muralles i un veritable barri fabril a la vora del riu Ucero.
Posteriorment apareix com una mansió (segle iii) de la important calçada romana que unia Caesaraugusta (Saragossa) i Asturica Augusta (Astorga, Lleó) a través de la vall del Duero.
En època dels visigots en el segle vi, els bisbes, assisteixen als Concilis de Toledo, amb la conquesta musulmana en el segle viii, aprofitant la via romana que unia Tiermes amb Uxama, va ser abandonada fins a la seva posterior repoblació en 912.
Les troballes arqueològiques són nombrosos i importants, incloent inscripcions, monedes republicanes i imperials, ceràmiques, vidres i objectes metàl·lics i un tir de cavalls de bronze.
Hi ha un "Museu d'Uxama" modest, obert només en els mesos d'estiu, a uns 2 quilòmetres de l'antic castro, al costat del km 212 de la N-122.
El jaciment en qüestió, està sota protecció de la Conselleria de Cultura de la Junta de Castella i Lleó, i tots els anys es realitza una temporada d'excavacions estivals conjuntament amb el jaciment de Tiermes - (Montejo de Tiermes).